# Ging chaat goo si juk jaap
Ging chaat goo si juk jaap (警察故事續集; Brasil: Police Story 2 ou Police Story 2 - Codinome: Radical / Portugal: O Incorruptível Contra-Ataca)  é um filme de Hong Kong lançado em 1988, dos gêneros ação e comédia, dirigido e estrelado por Jackie Chan. É uma continuação direta de Ging chaat goo si de 1985, que continua a história do personagem de Chan, "Kevin" Chan Ka-kui. O filme recebeu críticas geralmente positivas, com uma avaliação de aprovação de 86% no site Rotten Tomatoes.

## Sinopse
Apesar dos seus esforços para apanhar os vilões no primeiro filme, tudo o que Ka-Kui ganha é uma humilhante despromoção para a Brigada de Trânsito, para não falar na constante perseguição de que é alvo pelo vingativo mafioso que colocara fora do negócio. Decide então tirar umas férias, na companhia da sua namorada, May (Maggie Cheung). No entanto, tem de pôr de lado os seus planos quando terroristas ameaçam Hong Kong e ele tem de apanhar o bando de suspeitos. May é mesmo raptada pelos criminosos mas, num explosivo final, Ka-Kui defronta os seus adversários e salva sua namorada.